# کوسارکا (بلغارستان)
کوسارکا (به بلغاری: Kosarka) یک منطقهٔ مسکونی در بلغارستان است که در شهرستان دریانوو واقع شده‌است.